# Gutierre Álvarez de Toledo
Gutierre Álvarez de Toledo (Alba de Tormes, 1376 –  Talavera de la Reina, 4 de março de 1446) foi um nobre e religioso espanhol, bispo de Palência (1426 - 1439), arcebispo de Sevilha (1439 - 1442), arcebispo de Toledo (1442 - 1446) e Señor de Alba de Tormes.

## Biografia
Era o segundo filho de Fernando Álvarez de Toledo, segundo senhor de Valdecorneja e Robledo, marechal de Castela e mordomo-mor da rainha, e de Leonor Fernández de Ayala. Estudou Direito Canônico na Universidade de Salamanca, aparecendo com o título de doutor em decretos. Teve uma rápida carreira eclesiástica; em 1393, com apenas dezesseis anos, já ocupava o cargo de arquidiácono de Guadalajara, uma das principais dignidades da igreja de Toledo. Foi eleito arcebispo de Toledo pelo capítulo, com a morte de Pedro Tenorio em 1399, mas a eleição foi invalidada a pedido do bispo de Siguenza, Juan Serrano, principal conselheiro eclesiástico de Henrique III na época. Esta foi a origem de uma inimizade entre os dois que acabaria por dar origem a uma conspiração de Gutierre para acabar com a vida do seu adversário, que morreria envenenado. Em resultado da meticulosa investigação ordenada pelo rei, ele foi preso, primeiro nos Estaleiros de Sevilha, enquanto o rei permaneceu na cidade, ordenando depois a sua transferência para o mosteiro de Guadalupe, onde permaneceria acorrentado sob rigorosa prisão, sob ordem de Henrique III para não permitirem que ele saísse do confinamento enquanto vivesse, o que não durou muito devido à morte do monarca, pouco mais de quatro anos depois.
Dom Gutierre foi liberto e viajou para a corte de Bento XIII, então em Marselha, onde, em 4 de julho de 1407, obteve a sua absolvição e também vários benefícios do papa. Ao regressar a Castela com a sua absolvição, juntou-se à comitiva do regente, o infante D. Fernando. Porém, perdeu a confiança do infante após ser acusado falsamente de tentar envenená-lo. Com a ascensão do rei João II, Gutierre como grande advogado, conforme o Papa e o Rei, foi nomeado administrador da Diocese de Plasencia após a deposição de seu bispo. Ocorreram vários motins entre partidários e opositores do bispo deposto; posteriormente, outro administrador foi nomeado e Gutierre foi promovido pelo Rei a membro do Conselho Real e a referendário e relator (1419).
Participou nas bandeiras que confrontaram os nobres e eclesiásticos do reino de Castela durante a menoridade de João II, que se tornou mais acentuada após a morte da rainha Catarina de Lencastre. Após o golpe de Tordesilhas de 14 de julho de 1420, instigado pelo infante Dom Henrique de Aragão e seus aliados, teve uma notável intervenção no Auto de Ávila realizado no início de agosto; sob o pretexto de uma reunião de cortes, conduziu a legitimação do referido golpe foi realizada, cabendo a Dom Gutierre argumentar a justificação deste ato de força mediante um discurso de abordagem moral e teológica.
Foi nomeado embaixador do rei junto do Papa para gerir os assuntos oficiais do reino. Seus poderes foram revogados antes de sua chegada a Roma, em 1420, porém, Gutierre permaneceu em Roma por mais alguns anos por vontade própria para apoiar a sua própria causa, ao mesmo tempo que ganhou amigos para as suas promoções eclesiásticas. Sucessivas bulas papais puseram fim ao conflito de Plasencia e mostram como Gutierre incorreu em algumas responsabilidades, como o saque irregular de benefícios de alguns clérigos que permaneceram fiéis ao bispo deposto. Este, reconciliado com o Papa, foi agraciado com a diocese de Jaén, enquanto Gutierre recebeu inicialmente a de Cartagena, da qual, aparentemente, não gostou e por isso demorou a tomar posse, até que em 2 de julho de 1423 lhe foi concedida a igreja de Palência. Estas e outras nomeações desagradaram a João II, de modo que, após o regresso de Gutierre a Castela, foram mantidas relações extremamente frias entre o rei e o novo bispo de Palência.
Colaborou com D. Álvaro de Luna entre 1429 e 1430, chegando mesmo a realizar uma embaixada do rei de Castela diante de Alfonso V de Aragão. Quando, por ordem de João II, foi realizada a expropriação dos senhorios de João de Navarra em Castela, a Dom Gutierre foi concedido o senhorio de Alba de Tormes, que, com seu sobrinho Fernando Álvarez de Toledo e Sarmiento, se tornaria o condado de Alba e, finalmente, ducado de Alba.
No entanto, abriu uma profunda inimizade com o condestável, o que fez com que D. Álvaro o mantivesse preso durante cerca de oito meses em 1432. Uma vez libertado, foi necessário gerir o levantamento das censuras que o monarca tinha incorrido por aquele ato anticanônico, promovido pelo seu soldado. Após tentar ingressar na corte real, não se sentindo bem recebido, retirou-se para a posse de Torrejón de Velasco, o que não impediu que o seu senhorio sobre Alba de Tormes fosse confirmado em 18 de setembro de 1434. A corte também respaldou sua pretensão de se tornar arcebispo de Sevilha, obtendo a nomeação pontifícia por bula de maio de 1439.
Esta promoção não diminuiu a hostilidade de Gutierre para com o condestável, pois, do lado dos infantes de Aragão, esteve entre os que promoveram a expulsão de D. Álvaro da Corte e o seu confinamento nas suas terras de Valdeiglesias por um período de seis anos. Com a sé de Toledo vaga, Gutierre finalmente ascendeu ao primado que havia sido proposto há mais de quarenta anos, aos 18 de junho de 1442. Graças aos esforços da família Álvarez de Toledo e as enormes quantias que dedicaram à empresa, a bula papal a favor de Gutierre foi emitida em outubro de 1443.

Aos sessenta e nove anos, participou com o sobrinho na batalha de Olmedo em 19 de maio de 1445, com as forças dos Álvarez de Toledo assegurando a retaguarda junto à bandeira real. Este seria o último ato em que sua presença é confirmada, falecendo no ano seguinte.